# Eyolf Kleven
Birger Eyolf Kleven (ur. 27 lutego 1908 w Kopenhadze, zm. 8 lutego 1985) – piłkarz duński, brat piłkarza i trenera Arne Klevena.
W latach 1930–1942 rozegrał 30 meczów w reprezentacji Danii i strzelił dla niej 8 goli. Trzykrotnie zdobył mistrzostwo Danii z zespołem Akademisk BK (1937, 1943, 1945).